# Grande stratégie
 (février 2025).

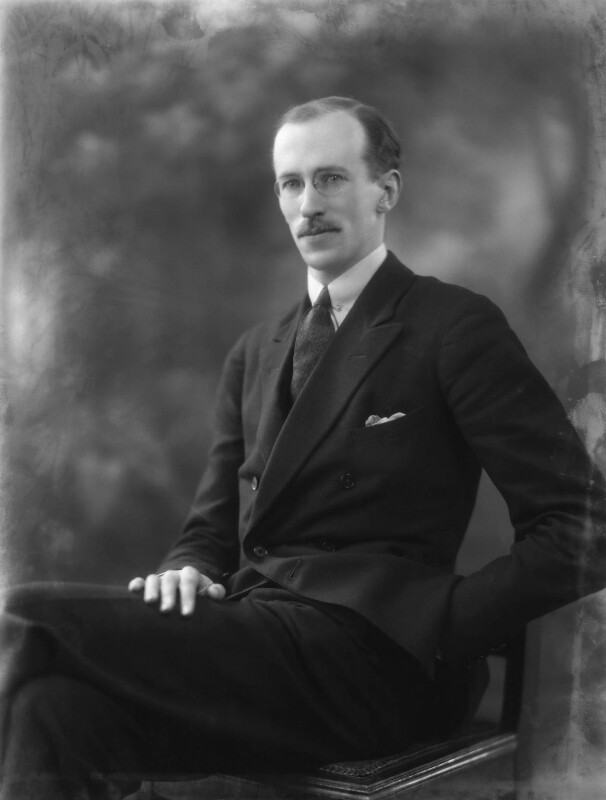
Basil Henry Liddell Hart, théoricien britannique de la grande stratégie.

Le concept polémologique de grande stratégie (de l'anglais grand strategy) ou de haute stratégie (high strategy) désigne la stratégie d'un État sur la manière dont les moyens (militaires et non militaires) peuvent être utilisés pour faire avancer et réaliser les intérêts nationaux à long terme. Les questions de grande stratégie incluent généralement le choix de la doctrine militaire, la structure des forces et les alliances, ainsi que les relations économiques, le comportement diplomatique et les méthodes d'extraction ou de mobilisation des ressources.
Contrairement à la stratégie, la grande stratégie englobe plus que les moyens militaires (tels que les moyens diplomatiques et économiques). Elle n'assimile pas le succès à une victoire purement militaire, mais aussi à la poursuite d'objectifs en temps de paix et à la prospérité et considère les objectifs et les intérêts à long terme plutôt qu'à court terme.
Contrairement à la politique étrangère, la grande stratégie met l’accent sur les implications militaires de la politique et prend en compte les avantages et inconvénients des politiques, ainsi que les limites des capacités. Elle établit des priorités et expose un plan pratique plutôt qu'un ensemble d'ambitions et de souhaits. Les dirigeants politiques d'un pays dirigent généralement une grande stratégie avec la contribution des plus hauts responsables militaires. L'élaboration d'une grande stratégie nationale peut s'étendre sur plusieurs années, voire sur plusieurs générations.
De nombreuses études sur la grande stratégie se concentrent sur les États-Unis, qui ont depuis la fin de la Seconde Guerre mondiale une grande stratégie orientée vers la domination, « l'engagement profond » et/ou l'hégémonie libérale, ce qui implique que les États-Unis maintiennent la prédominance militaire ; entretient un vaste réseau d'alliés (illustrés par l'OTAN, les alliances bilatérales et les bases militaires américaines étrangères) ; et intègre d'autres États dans les institutions internationales conçues par les États-Unis. Les critiques de cette grande stratégie, qui incluent les partisans de l’équilibrage offshore, de l’engagement sélectif, de la retenue et de l’isolationnisme, plaident en faveur d’un retrait.

## Définition
Il n'existe pas de définition universellement acceptée de la grande stratégie. La grande stratégie développe l'idée traditionnelle de stratégie de trois manières.
1. élargir la stratégie au-delà des moyens militaires pour inclure les moyens diplomatiques, financiers, économiques, informationnels, etc.
2. examiner les forces internes et externes – en tenant compte à la fois des différents instruments de pouvoir et des politiques internes nécessaires à leur mise en œuvre (la conscription, par exemple)
3. y compris la prise en compte des périodes de temps de paix en plus du temps de guerre

Les penseurs diffèrent quant à savoir si une grande stratégie doit servir à promouvoir la paix (comme le souligne B. H. Liddell Hart) ou à promouvoir la sécurité d'un État (comme le souligne Barry Posen).

L'historien militaire britannique B. H. Liddell Hart a joué un rôle influent dans la vulgarisation du concept de grande stratégie au milieu du XXe siècle. Les définitions ultérieures ont tendance à s'appuyer sur les siennes. Il définit la grande stratégie comme suit :
"[L]e rôle de la grande stratégie – la stratégie supérieure – est de coordonner et de diriger toutes les ressources d’une nation, ou d’un groupe de nations, vers la réalisation de l’objet politique de la guerre – le but défini par la politique fondamentale.
La grande stratégie devrait à la fois calculer et développer les ressources économiques et la main-d'œuvre des nations afin de soutenir les services de combat. Les ressources morales aussi, car développer la volonté du peuple est souvent aussi important que de posséder les formes plus concrètes du pouvoir. La grande stratégie devrait elle aussi réguler la répartition du pouvoir entre les différents services, ainsi qu'entre les services et l'industrie. De plus, la puissance de combat n'est qu'un des instruments d'une grande stratégie – qui devrait prendre en compte et appliquer le pouvoir de la pression financière et, notamment, de la pression éthique, pour affaiblir la volonté de l'adversaire. 

En outre, alors que les horizons de la stratégie sont limités par la guerre, la grande stratégie regarde au-delà de la guerre vers la paix qui en découle. Elle ne devrait pas seulement combiner les différents instruments, mais aussi réglementer leur utilisation de manière à éviter de nuire à l'état de paix futur – pour sa sécurité et sa prospérité."